# Adam Sultanowitsch Delimchanow

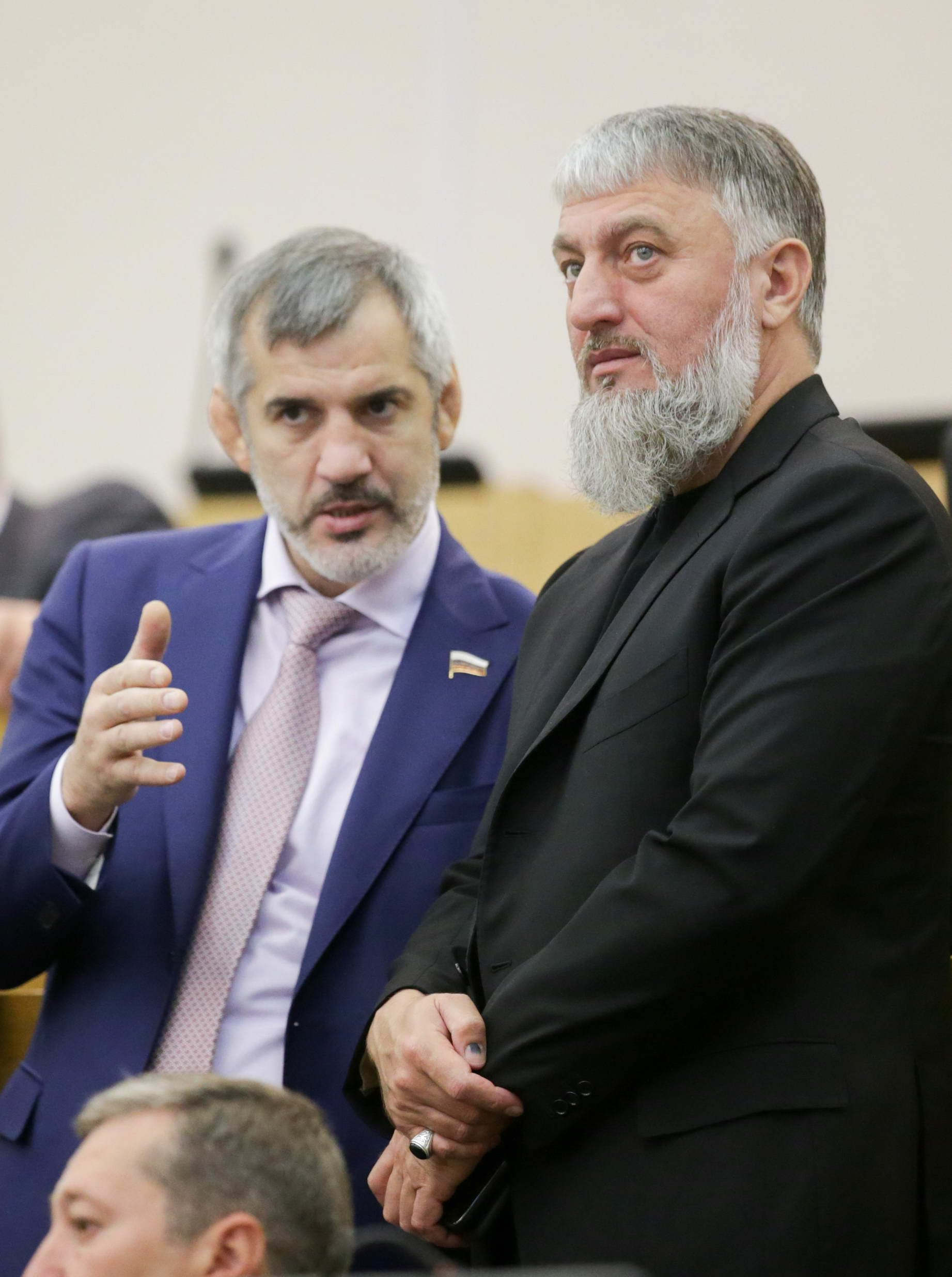
Adam Delimchanow (2018)

Adam Sultanowitsch Delimchanow (russisch Адам Султанович Делимханов; * 25. September 1969 in Benoi, Rajon Noschai-Jurt, Tschetscheno-Inguschetien) ist ein russischer Politiker, der seit 2007 Mitglied der Staatsduma für die Partei Einiges Russland ist.

## Leben
Der Tschetschene Delimchanow absolvierte 1994 die Tschetschenisch-Inguschetische Staatliche Universität (heutige Tschetschenische Staatliche Universität). Laut der unabhängigen Zeitung Nowaja gaseta ist er in den 1990er Jahren persönlicher Fahrer von Salman Radujew, einem tschetschenischen Rebellenführer, gewesen. Während über die Beteiligung Delimchanows im Ersten Tschetschenienkrieg (1994–1996) nichts bekannt ist, fungierte er im Zweiten Tschetschenienkrieg (1999–2000) als einer der Anführer der Leibwächtergarde von Achmat Kadyrow.
Als ein enger Mitarbeiter sowie Cousin des moskaufreundlichen tschetschenischen Führers Ramsan Kadyrow leitete Delimchanow von 2003 bis 2006 die Polizeieinheit, die die tschetschenischen Ölförderanlagen sichert. 2004 machte er seinen Studienabschluss in Rechtswissenschaften im Institut für Finanzen und Recht in Machatschkala.
Der im Januar 2009 ermordete tschetschenische Exilant Umar Israilow beschuldigte Delimchanow, ihn in Gegenwart Kadyrows verprügelt zu haben; Delimchanow verweigerte eine Stellungnahme bezüglich der Anschuldigungen. Im April 2009 beschuldigte die Polizei von Dubai Delimchanow, die Ermordung des tschetschenischen Kriegsherren und russischen Militärführers Sulim Jamadajew im Emirat angeordnet zu haben. Die Tatwaffe, eine vergoldete Pistole, die neben dem Körper des Toten lag, soll Delimchanow bereitgestellt haben. Dieser bestritt die Vorwürfe und behauptete, dies sei eine Provokation, um Tschetschenien zu destabilisieren; zudem werde er eine Verleumdungsklage gegen die Polizei von Dubai vorbereiten. Kadyrow bezichtigte die arabische Polizei der Lüge. Seit April 2009 wird von Dubai aus in Zusammenhang mit dem Mord an Sulim Jamadajew via Interpol nach Delimchanow sowie sechs anderen russischen Staatsbürgern gefahndet.
Mitte Juni 2023 wurde Delimchanow, der am russischen Überfall auf die Ukraine teilnahm, Berichten zufolge in der Ukraine verwundet oder getötet.